# Mario Kasun
Mario Kasun (Vinkovci, 5 aprile 1980) è un ex cestista croato.
Alto 213 cm per 117 kg di peso, giocava come centro.

## Carriera
Kasun ha iniziato a giocare a pallacanestro nella squadra locale del Delnice ell'età di 14 anni, prima di trasferirsi professionalmente al Zrinjevac di Zagabria. Ha fatto parte nel 1998-99 della nazionale juniores croata e della nazionale croata Under-21 nel 2000.
Dopo due stagioni nella capitale croata, vincendo una coppa nazionale, nel 2000 si trasferisce alla Gonzaga University nella NCAA, ma viene squalificato dalla federazione croata per il suo trasferimento non autorizzato.
Milita poi in Germania nelle file del Colonia 99ers e dello Skyliners Francoforte, e poi per due anni in NBA con gli Orlando Magic.
Dal 2006 al 2008 ha militato nel Barcellona; dopo due stagioni ha rescisso il contratto che lo legava alla squadra catalana, ed è stato ingaggiato dai turchi dell'Efes Pilsen.
Nel 2005, 2007 e 2009 è stato convocato per giocare gli Europei con la maglia della Croazia.
Nell'agosto 2012 viene ingaggiato dalla Mens Sana Siena, campione d'Italia in carica, tuttavia il 1º dicembre rescinde consensualmente il contratto con la squadra toscana per problemi familiari.
Il 13 settembre firma per l'Al-Wasl, squadra di Dubai negli Emirati Arabi.

## Palmarès
- Campionato tedesco: 1

Skyliners Francoforte: 2003-04
- Campionato turco: 1

Efes Pilsen: 2008-09
- Campionato croato: 1

KK Zagabria: 2010-11
- Copa del Rey: 1

Barcellona: 2007
- Coppa di Turchia: 1

Efes Pilsen: 2008-09
- Coppa di Croazia: 1

KK Zagabria: 2011
- Coppa del Presidente: 1

Efes Pilsen: 2009